# ФК Шалке 04
Футболен клуб „Гелзенкирхен – Шалке 04“ (на немски: Fußballclub Gelsenkirchen-Schalke 04 e. V.) или накратко „Шалке 04“ (на немски: FC Schalke 04) е спортен клуб от квартала Шалке на гр. Гелзенкирхен, провинция Северен Рейн-Вестфалия, Германия. Също така известно е съкратеното име S04. Цифровата комбинация „04“ произхожда от годината на основаване на клуба – 1904.
Клубът се състезава в Първа Бундеслига на Германия и е 7-кратен шампион на страната си, 9-кратен вицешампион, 5-кратен носител на Купата на Германия, победител в Суперкупата на Германия и победител в турнира за Купата на УЕФА през 1997 г. Шалке е първият немски клуб, който през 1935 г. успява да спечели дубъл като шампион и носител на купата.
Шалке 04 е третият най-голям спортен клуб в страната си със своите 143 321 членове (към ноември 2016 г., когато за първи път отстъпва второто място на Борусия Дортмунд) и петият по големина в света , като освен футбол, разполага и с отделения по баскетбол, тенис на маса, хандбал, лека атлетика, футбол за слепи и е-спорт. От месец август 2001 г. първият отбор по футбол на клуба домакинства срещите си на Фелтинс-Арена, един от най-модерните стадиони на света.
Рурското дерби (на немски: Revierderby) между Шалке и Борусия Дортмунд с години вълнува не само жителите на бившата миньорска област, а е от 1925 г. и класическото футболно съперничество на Германия.
Според класацията на клубни коефициенти на УЕФА към 3 ноември 2016 Шалке 04 е на 14-о място, като трети най-добър немски отбор, а във вечното класиране на Първа Бундеслига заема 7-о място.

## История
Шалке 04 е основан на 4 май 1904 в миньорското селце Шалке под името Вестфалия Шалке. Повечето от основателите, играещите футболисти както и зрителите са работели на местната минна конструкция, откъдето произлиза прозвището на Шалке „миньорите“ (на немски: Die Knappen – миньори след завършване на училищно образование). След края на Първата световна война на 24 юли 1919 г. гимнастическото дружество Шалкер Турнферайн 1877 и Вестфалия Шалке се обединяват, като новото име на обединението е Гимнастическо и спортно обединение Шалке 1877. На 5 януари 1924 г. се състои събрание на членовете на клуба. На него се решава името на спортното дружество да се промени на Футболен клуб Шалке 04, а за нови цветове се избират синьото и бялото. За пръв път през 1925 г. Шалке се тренира от професионален треньор. През 1926 Ернст Куцора е първият футболист на Шалке повикан в националния отбор. През 1928 г. отборът играе първия си мач на Глюкауф-Кампфбан, който ще запази като официален стадион до 1973 г. На 25 август 1930 г. клубът е изключен от Западногерманския футболен съюз, след като 14 футболисти на гелзенкирхенския отбор са обявени за професионални играчи поради изплащането на парични възнаграждения след постигнати футболни успехи, нарушавайки така принципа за аматьорското начало в организацията. Между 1934 и 1942 г. Шалке са шампиони шест пъти, а веднъж печелят Купа Чамер (предшественик на днешната Купа на Германия). През 1963 г. Шалке 04 завършва на 6 място в Оберлига Запад и е приет за участие в новосформираната Първа Бундеслига, където играе без прекъсване до 1981 г. На 4 август 1973 „миньорите“ се местят на нов стадион, построен специално за Световното първенство по футбол в Германия 1974 – Паркщадион в гелзенкирхенския квартал Ерле. На 9 октомври 1976 г. Шалке 04, воден от легендарния футболист Клаус Фишер, разгромява Байерн Мюнхен със 7:0 и така постига най-убедителната си победа в Първа Бундеслига в историята. През сезона 1980/81 отборът изпада във Втора Бундеслига като 17-и в крайното класиране. През 80-те години Шалке на два пъти попада във втора дивизия и поради финансови проблеми рискува да загуби лиценза си на професионален футболен клуб. След завръщането в Първа Бундеслига през 1991 г. започва и спортният подем в отбора, където оттогава до днес Шалке играе без прекъсване.
Връх в клубното развитие е спечелената Купа на УЕФА през 1997 г. срещу Интер Милано. Поради борбеността си и себераздаването на терена в европейските срещи, този отбор на „кралскосините“ носи прозвището „евробойците“ (Eurofighter). През сезон 2000/01 „кралскосините“ завършват на второ място в първенството, като дори след последната си среща за сезона за 4 минути и 38 секунди са шампиони и празнуват титлата. Тържествата спират внезапно след изравнителния гол на Байерн в Хамбург за 1:1. Така Шалке получава нарицателното „шампион на сърцата“ (в смисъл на „морален шампион“) от медиите в Германия и за първи път получава правото да играе в европейската Шампионска лига. През август 2001 г. се състои откриването на новия клубен стадион „Арена ауф Шалке“, който от 2005 г. носи името „Фелтинс-Арена“. Започва период от 15 години, през които почти всяка година отборът се ръководи от нов треньор, а понякога смените са и по-чести. През тях Шалке успява три пъти да спечели Купата на Германия (2000/01, 2001/02 и 2010/11), три пъти да бъде вицешампион на Бундеслигата (2004/05, 2006/07 и 2010/11), както и редовно да участва в европейските клубни турнири. Най-големия си успех в Шампионската лига Шалке постига през сезона 2010/11 достигайки полуфинала.

## Успехи

### Международни
Носител на Купата на УЕФА (1 път)
- 7 май 1997 г.: Първа финална среща, Шалке 04 – Интер Милано 1:0
  - Голове: 1:0 Марк Вилмотс
  - Стадион: Паркщадион Гелзенкирхен
  - Зрители: 56 824
- 21 май 1997 г.: Реванш, Интер Милано – Шалке 04 1:0, 1:4 след изпълнение на дузпи
  - Голове: 1:0 Иван Саморано
  - Дузпи:
    - Интер Милано: Иван Саморано (Леман спасява), Юри Джоркаеф, Арон Винтер (пропуска)
    - Шалке 04: Инго Андербрюге, Олаф Тон, Мартин Макс, Марк Вилмотс

  - Стадион: Джузепе Меаца, Милано (Италия)
  - Зрители: 83 434

Победител в Интертото (2 пъти)
- 12 август 2003 г.: Първа финална среща, Пашинг – Шалке 04 0:2
  - Голове: 0:1 Хамит Алтънтоп, 0:2 Виктор Агали
  - Стадион: Валдщадион, Пашинг (Австрия)
  - Зрители: 6000
- 26 август 2003 г.: Реванш, Шалке 04 – Пашинг 0:0
  - Голове: няма
  - Стадион: Арена Ауф Шалке, Гелзенкирхен
  - Зрители: 56 100

- 10 август 2004 г.: Първа финална среща, Шалке 04 – Слован Либерец 2:1
  - Голове: 1:0 Аилтон, 2:0 Джералд Асамоа, 2:1 Томаш Запоточни
  - Стадион: Арена Ауф Шалке, Гелзенкирхен
  - Зрители: 55 000
- 24 август 2004 г.: Реванш, Слован Либерец – Шалке 04 0:1
  - Голове: 0:1 Аилтон
  - Стадион: Стадион у Нису, Либерец (Чехия)
  - Зрители: 7900

### Национални
ШАМПИОН НА ГЕРМАНИЯ (7 пъти)
- 24 юни 1934 г.: 2:1 срещу Нюрнберг
  - Голове: Ернст Куцора и Фриц Сцепан
  - Берлин, 80 000 зрители

- 23 юни 1935 г.: 6:4 срещу Щутгарт
  - Голове: Ернст Пьортген (3), Ернст Калвицки, Адолф Урбан и Рудолф Гелеш
  - Кьолн, 74 000 зрители

- 20 юни 1937 г.: 2:0 срещу Нюрнберг
  - Голове: Ернст Калвицки и Ернст Пьортген
  - Берлин, 100 000 зрители

- 18 юни 1939 г.: 9:0 срещу Адмира Виена
  - Голове: Ернст Калвицки (5), Фриц Сцепан, Адолф Урбан, Ото Тибулски и Ернст Куцора
  - Берлин 100 000 зрители

- 21 юли 1940 г.: 1:0 срещу Дрезден
  - Гол: Ернст Калвицки
  - Берлин, 100 000 зрители

- 5 юли 1942 г.: 2:0 срещу Виена
  - Голове: Ернст Калвицки и Фриц Сцепан
  - Берлин, 100 000 зрители

- 18 май 1958 г.: 3:0 срещу Хамбург
  - Голове: Бернхард Клод (2) и Манфред Кройц
  - Хановер, 80 000 зрители

ВИЦЕШАМПИОН НА ГЕРМАНИЯ (9 пъти)
- 1933 г. – 0:3 в Кьолн срещу Фортуна Дюселдорф;
- 1938 г. – 3:3 и 3:4 в Берлин срещу Хановер 96;
- 1941 г. – 3:4 в Берлин срещу Рапид Виена;
- 1972 г. – в Първа Бундеслига след Байерн Мюнхен;
- 1977 г. – в Първа Бундеслига след Борусия Мьонхенгладбах;
- 2001 г. – в Първа Бундеслига след Байерн Мюнхен;
- 2005 г. – в Първа Бундеслига след Байерн Мюнхен;
- 2007 г. – в Първа Бундеслига след Щутгарт
- 2010 г. – в Първа Бундеслига след Байерн Мюнхен.

НОСИТЕЛ НА КУПАТА НА ГЕРМАНИЯ (5 пъти)
- 9 януари 1938 г.: 2:1 срещу Фортуна Дюселдорф
  - Голове: Ернст Калвицки и Фриц Сцепан
  - Кьолн, 75 000 зрители

- 1 юли 1972 г.: 5:0 срещу Кайзерслаутерн
  - Голове: Хелмут Кремерс (2), Клаус Шеер, Херберт Люткебомерт и Клаус Фишер
  - Хановер, 75 000 зрители

- 26 май 2001 г.: 2:0 срещу Унион Берлин
  - Голове: Йорг Бьоме (2)
  - Берлин, 73 000 зрители

- 11 май 2002 г.: 4:2 срещу Байер Леверкузен
  - Голове за Шалке: Йорг Бьоме, Виктор Агали, Андреас Мьолер и Ебе Санд
  - Голове за Байер: Димитър Бербатов и Улф Кирстен
  - Берлин, 70 000 зрители

- 21 май 2011 г.: 5:0 срещу МШФ Дуисбург
  - Голове за Шалке: Юлиан Дракслер (18), Клас-Ян Хюнтелар (22), Бенедикт Хьоведес (42), Хосе Мануел Хурадо (55), Клас-Ян Хюнтелар (70)
  - Берлин, 75 000 зрители

ФИНАЛИСТ ЗА КУПАТА НА ГЕРМАНИЯ (7 пъти)
- 1935 г. 0:2 в Дюселдорф срещу Нюрнберг
- 1936 г. 1:2 в Берлин срещу Лайпцих
- 1941 г. 1:2 в Берлин срещу Дрезден
- 1942 г. 0:2 в Берлин срещу Мюнхен 1860
- 1955 г. 2:3 в Брауншвайг срещу Карлсруе
- 1969 г. 1:2 във Франкфурт на Майн срещу Байерн Мюнхен
- 2005 г. 1:2 в Берлин срещу Байерн Мюнхен

НОСИТЕЛ НА КУПАТА НА ЛИГАТА (веднъж)
- 2 август 2005 г.: Шалке 04 – Щутгарт 1:0
  - Гол: 1:0 Кевин Курани
  - Лайпцих, 40 500 зрители

ФИНАЛИСТ ЗА КУПАТА НА ЛИГАТА (3 пъти)
- 2001 г. 1:4 в Манхайм срещу Херта Берлин
- 2002 г. 1:4 в Бохум срещу Херта Берлин
- 2007 г. 0:1 в Лайпцих срещу Байерн Мюнхен

- Първенец на Втора Бундеслига (2): 1982, 1991;
- Първенец на Оберлига Запад (2): 1951, 1958;
- Западногермански шампион (6): 1929, 1930, 1932, 1933, 1951, 1958;
- Носител на Западногерманската купа (1): 1955;
- Шампион на Рур (6): 1927, 1928, 1929, 1930, 1932, 1933;
- Шампион на Вестфалия (11): 1934, 1935, 1936, 1937, 1938, 1939, 1940, 1941, 1942, 1943, 1944;
- Първенец на своята Ландеслига (2): 1946, 1947;
- Носител на Купата на Вестфалия (2): 1943, 1944;
- Окръжен първенец (2): 1924, 1925;
- Първенец на западните окръзи (1): 1925;
- Първенец на окръг Рур (1): 1925;
- Първенец на окръжната лига (2): 1924, 1926;
- Първенец на Гаулига Гелзенкирхен (1): 1926;
- Първенец на местната втора лига (1): 1921;
- Първенец на мастната трета лига (1): 1920.

ГОЛМАЙСТОРИ НА БУНДЕСЛИГАТА (3 пъти)
- Клаус Фишер – сезон 1975/76
- Еббе Санд – сезон 2000/01
- Клаас-Ян Хюнтелаар – сезон 2011/12

### Други титли
Победител в турнира „Деле Алпи“ (1)
- 2 юли 1968 г.: Финал, Базел – Шалке 04 1:3 (след продължения)
  - Голове: 0:1 Бернд Михел, 1:1 Хаузер, 1:2 Бернд Михел, 1:3 Бернд Михел
  - Занкт-Якоб-Парк, Базел, 13 000 зрители

### Вечно класиране на Първа Бундеслига
На базата на правилото за 3 точки при победа Шалке 04, със своите 2319 точки, заема седмо място в таблицата по време на сезон 2016/17.

### Шалке 04 в Европа
Шалке 04 е носител на Купата на УЕФА за сезон 1996/97, два пъти победител в Интертото (2003 г. и 2004 г.) и веднъж полуфиналист в Шампионската лига през сезон 2010/11 г.
С български отбори се е срещал два пъти в рамките на европейските клубни турнири. Това става веднъж в първия кръг на Купата на носители на купи през 1972/73 г срещу Славия София, като побеждава с общ резултат 5:2. Второто противопоставяне е срещу Левски София в четвъртфинал за Купата на УЕФА през 2005/06, където отборът на Шалке побеждава с общ резултат 4:2.
| Сезон | Турнир                                | Кръг   | Страна | Клуб                      | Резултат                  |
| --- | ------------------------------------- | ------ | ------ | ------------------------- | ------------------------- |
| 1958/59 | Купа на европейските шампиони         | Кв.    |        | ФК Копенхаген             | 0:3, 5:2, 3:1             |
| |                                       | 1/8    |        | ФК Улвърхамптън Уондърърс | 2:2, 2:1                  |
| |                                       | 1/4    |        | Атлетико Мадрид           | 0:3, 1:1                  |
| 1969/70 | Купа на носителите на национални купи | 1. Кр. |        | Шамрок Роувърс            | 1:2, 3:0                  |
| |                                       | 1/8    |        | ИФК Норшьопинг            | 0:0, 1:0                  |
| |                                       | 1/4    |        | Динамо Загреб             | 3:1, 1:0                  |
| |                                       | 1/2    |        | Манчестър Сити            | 1:0, 1:5                  |
| 1972/73 | Купа на носителите на национални купи | 1. Кр. |        | Славия София              | 2:1, 3:1                  |
| |                                       | 1/8    |        | Корк Хибърниънс           | 0:0, 3:0                  |
| |                                       | 1/4    |        | Спарта Прага              | 2:1, 0:3                  |
| 1976/77 | Купа на УЕФА                          | 1. Кр. |        | Порто                     | 2:2, 3:2                  |
| |                                       | 2. Кр. |        | Спортул Студенцеск        | 1:0, 4:0                  |
| |                                       | 1/8    |        | Расинг Моленбек           | 0:1, 1:1                  |
| 1977/78 | Купа на УЕФА                          | 1. Кр. |        | Фиорентина                | 3:0, 2:1                  |
| |                                       | 2. Кр. |        | Магдебург                 | 2:4, 1:3                  |
| 1996/97 | Купа на УЕФА                          | 1. Кр. |        | Рода Керкраде             | 3:0, 2:2                  |
| |                                       | 2. Кр. |        | Трабзонспор               | 1:0, 3:3                  |
| |                                       | 1/8    |        | Брюж                      | 1:2, 2:0                  |
| |                                       | 1/4    |        | Валенсия                  | 2:0, 1:1                  |
| |                                       | 1/2    |        | Тенерифе                  | 0:1, 2:0                  |
| |                                       | Ф      |        | Интер Милано              | 1:0, 0:1 (4:1, сл. дузпи) |
| 1997/98 | Купа на УЕФА                          | 1. Кр. |        | Хайдук Сплит              | 2:0, 3:2                  |
| |                                       | 2. Кр. |        | Андерлехт                 | 1:0, 2:1                  |
| |                                       | 1/8    |        | Спортинг Брага            | 0:0, 2:0                  |
| |                                       | 1/4    |        | Интер Милано              | 0:1, 1:1 сл. прод.        |
| 1998/99 | Купа на УЕФА                          | 1. Кр. |        | Славия Прага              | 1:0, 0:1 (4:5, сл. дузпи) |
| 2001/02 | Шампионска лига                       | ГФ 1   |        | Панатинайкос              | 0:2, 0:2                  |
| |                                       | ГФ 1   |        | Арсенал                   | 2:3, 3:1                  |
| |                                       | ГФ 1   |        | Майорка                   | 0:1, 4:0                  |
| 2002/03 | Купа на УЕФА                          | 1. Кр. |        | Гомел                     | 4:1, 4:1                  |
| |                                       | 2. Кр. |        | Легия Варшава             | 3:2, 0:0                  |
| |                                       | 3. Кр. |        | Висла Краков              | 1:1, 1:4                  |
| 2003 | Интертото                             | 3. Кр. |        | Дачия Кишинев             | 1:0, 2:1                  |
| |                                       | 1/2    |        | Слован Либерец            | 2:1, 0:0                  |
| |                                       | Ф      |        | Пашинг                    | 2:0, 0:0                  |
| 2003/04 | Купа на УЕФА                          | 1. Кр. |        | Камен Инград              | 0:0, 1:0                  |
| |                                       | 2. Кр. |        | Брьонбю ИФ                | 2:1, 1:2 (1:3, сл. дузпи) |
| 2004 | Интертото                             | 3. Кр. |        | Вардар Скопие             | 5:0, 2:1                  |
| |                                       | 1/2    |        | ФК Есбер                  | 3:1, 3:0                  |
| |                                       | Ф      |        | Слован Либерец            | 2:1, 1:0                  |
| 2004/05 | Купа на УЕФА                          | 1. Кр. |        | Лиепаяс Металургс         | 5:1, 4:0                  |
| |                                       | ГФ     |        | ФК Базел                  | 1:1                       |
| |                                       | ГФ     |        | Хартс                     | 1:0                       |
| |                                       | ГФ     |        | Ференцварош               | 2:0                       |
| |                                       | ГФ     |        | Фейенорд                  | 1:2                       |
| |                                       | 3. Кр. |        | Шахтьор Донецк            | 1:1, 0:1                  |
| 2005/06 | Шампионска лига                       | ГФ     |        | ПСВ Айндховен             | 0:1, 3:0                  |
| |                                       | ГФ     |        | Милан                     | 2:2, 2:3                  |
| |                                       | ГФ     |        | Фенербахче                | 3:3, 2:0                  |
| 2005/06 | Купа на УЕФА                          | 3. Кр. |        | Еспаньол                  | 2:1, 3:0                  |
| |                                       | 1/8    |        | Палермо                   | 0:1, 3:0                  |
| |                                       | 1/4    |        | Левски София              | 1:1, 3:1                  |
| |                                       | 1/2    |        | Севиля                    | 0:0, 0:1                  |
| 2006/07 | Купа на УЕФА                          | 1. Кр. |        | Нанси                     | 1:0, 1:3                  |
| 2007/08 | Шампионска лига                       | ГФ     |        | Валенсия                  | 0:1, 0:0                  |
| |                                       | ГФ     |        | Русенборг БК              | 2:0, 3:1                  |
| |                                       | ГФ     |        | Челси                     | 0:2, 0:0                  |
| |                                       | 1/8    |        | Порто                     | 1:0, 0:1 (4:1, сл. дузпи) |
| |                                       | 1/4    |        | Барселона                 | 0:1, 0:1                  |
| 2008/09 | Шампионска лига                       | Кв.3   |        | Атлетико Мадрид           | 1:0, 0:4                  |
| 2008/09 | Купа на УЕФА                          | 1. Кр. |        | АПОЕЛ Никозия             | 4:1, 1:1                  |
| |                                       | ГФ     |        | Пари Сен Жермен           | 3:1                       |
| |                                       | ГФ     |        | Манчестър Сити            | 0:2                       |
| |                                       | ГФ     |        | Расинг Сантандер          | 1:1                       |
| |                                       | ГФ     |        | Твенте                    | 1:2                       |
| 2010/11 | Шампионска лига                       | ГФ     |        | Олимпик Лион              | 3:0, 0:1                  |
| |                                       | ГФ     |        | Бенфика                   | 2:0, 2:1                  |
| |                                       | ГФ     |        | Апоел Тел Авив            | 3:1, 0:0                  |
| |                                       | 1/8    |        | Валенсия                  | 3:1, 1:1                  |
| |                                       | 1/4    |        | Интер                     | 2:1, 5:2                  |
| |                                       | 1/2    |        | Манчестър Юнайтед         | 0:2, 1:4                  |
| 2011/12 | Лига Европа                           | Кв.    |        | ХЯК Хелзинки              | 6:1, 0:2                  |
| |                                       | ГФ     |        | АЕК Ларнака               | 0:0, 5:0                  |
| |                                       | ГФ     |        | Макаби Хайфа              | 3:1, 3:0                  |
| |                                       | ГФ     |        | Стяуа                     | 2:1, 0:0                  |
| |                                       | 1/32   |        | Виктория Пилзен           | 3:1, 1:1                  |
| |                                       | 1/16   |        | Твенте                    | 4:1, 0:1                  |
| |                                       | 1/4    |        | Атлетик Билбао            | 2:4, 2:2                  |
| 2012/13 | Шампионска лига                       | ГФ     |        | Арсенал                   | 2:2, 2:0                  |
| |                                       | ГФ     |        | Монпелие                  | 2:2, 1:1                  |
| |                                       | ГФ     |        | Олимпиакос                | 1:0, 2:1                  |
| |                                       | 1/8    |        | Галатасарай               | 2:3, 1:1                  |
| 2013/14 | Шампионска лига                       | Кв.    |        | ПАОК                      | 1:1, 3:2                  |
| |                                       | ГФ     |        | Челси                     | 0:3, 0:3                  |
| |                                       | ГФ     |        | Базел                     | 2:0, 1:0                  |
| |                                       | ГФ     |        | Стяуа                     | 3:0, 0:0                  |
| |                                       | 1/8    |        | Реал Мадрид               | 1:6, 1:3                  |
| 2014/15 | Шампионска лига                       | ГФ     |        | Челси                     | 0:5, 1:1                  |
| |                                       | ГФ     |        | Марибор                   | 1:1, 1:0                  |
| |                                       | ГФ     |        | Спортинг                  | 4:3, 2:4                  |
| |                                       | 1/8    |        | Реал Мадрид               | 0:2, 4:3                  |
| 2015/16 | Лига Европа                           | ГФ     |        | АПОЕЛ                     | 1:0, 3:0                  |
| |                                       | ГФ     |        | Астерас Триполи           | 4:0, 4:0                  |
| |                                       | ГФ     |        | Спарта Прага              | 2:2, 1:1                  |
| |                                       | 1/16   |        | Шахтьор Донецк            | 0:3, 0:0                  |
| 2016/17 | Лига Европа                           | ГФ     |        | Ред Бул Залцбург          | 3:1, 0:2                  |
| |                                       | ГФ     |        | Краснодар                 | 2:0, 1:0                  |
| |                                       | ГФ     |        | Ница                      | 2:0, 1:0                  |
| |                                       | 1/16   |        | ПАОК                      | 1:1, 3:0                  |
| |                                       | 1/8    |        | Борусия Мьонхенгладбах    | 1:1, 2:2                  |
| |                                       | 1/4    |        | Аякс                      | 3:2, 0:2                  |
| Кв. = Квалификация; ГФ 1 = Групова фаза (първи групи); ГФ 2 = Групова фаза (втори групи); 1. Кр. = Първи кръг; 2. Кр. = Втори кръг; 1/16 = Шестнадесетинафинал; 1/8 = Осминафинал; 1/4 = Четвъртфинал; 1/2 = Полуфинал; Ф = Финал |                                       |        |        |                           |                           |

### Рекордни резултати
- Най-изразителни домакински победи: 6:0 срещу Дармщат 98 (Втора Бундеслига 1983/84),6:0 срещу Фрайбург (Втора Бундеслига 1983/84), 6:0 срещу Байройт (Втора Бундеслига 1981/82), 6:1 срещу Борусия Дортмунд (Първа Бундеслига 1985/86), 6:1 срещу Фортуна Кьолн (Първа Бундеслига 1973/74), 6:1 срещу Кикерс Офенбах (Първа Бундеслига 1972/73), 5:0 срещу Енерги Котбус (Първа Бундеслига 2007/08), 5:0 срещу Ханза Росток (Първа Бундеслига 1991/92), 5:0 срещу Кайзерслаутерн (Първа Бундеслига 1987/88), 5:0 срещу Алемания Аахен (Втора Бундеслига 1983/84), 5:0 срещу Арминия Билефелд (Първа Бундеслига 1982/83), 5:0 срещу Дуисбург (Първа Бундеслига 1974/75) 7:4 срещу Байер Леверкузен (Първа Бундеслига 2005/06);
- Най-изразителни победи като гост: 7:0 срещу Байерн Мюнхен (Първа Бундеслига 1976/77), 7:1 срещу Карлсруе (Първа Бундеслига 1976/77), 6:1 срещу Борусия Мьонхенгладбах (Първа Бундеслига 1967/68), 5:1 срещу Хановер 96 (Първа Бундеслига 1971/72), 5:1 срещу Борусия Нойнкирхен (Първа Бундеслига 1967/68), 4:0 срещу Херта Берлин (Първа Бундеслига 2000/01), 4:0 срещу Борусия Дортмунд (Първа Бундеслига 2000/01), 4:0 срещу Ханза Росток (Първа Бундеслига 2000/01), 4:0 срещу Алемания Аахен (Втора Бундеслига 1989/90), 4:0 срещу Лютрингхаузен (Втора Бундеслига 1983/84), 5:0 срещу Дуисбург (финал за Купата на Германия 2010/11);
- Най-изразителни домакински загуби: 0:6 срещу Бохум (Първа Бундеслига 1980/81), 1:6 срещу Вердер Бремен (Първа Бундеслига 1965/66), 0:4 срещу Фортуна Дюселдорф (Първа Бундеслига 1980/81), 0:4 срещу Щутгарт (Първа Бундеслига 1979/80), 1:5 срещу Айнтрахт Брауншвайг (Втора Бундеслига 1989/90), 1:5 срещу Херта Берлин (Втора Бундеслига 1983/84), 2:6 срещу Борусия Дортмунд (Първа Бундеслига 1964/65), 0:3 срещу Байерн Мюнхен (Първа Бундеслига 1994/95), 0:3 срещу Бохум (Първа Бундеслига 1992/93), 0:3 срещу Борусия Мьонхенгладбах (Първа Бундеслига 1987/88), 0:3 срещу Дуисбург (Първа Бундеслига 1967/68), 0:3 срещу Кайзерслаутерн (Първа Бундеслига 1966/67);
- Най-изразителни загуби като гост: 0:11 срещу Борусия Мьонхенгладбах (Първа Бундеслига 1966/67), 0:8 срещу Кьолн (Първа Бундеслига 1969/70), 0:7 срещу Борусия Мьонхенгладбах (Първа Бундеслига 1971/72), 0:7 срещу Кьолн (Първа Бундеслига 1967/68), 0:7 срещу Борусия Дортмунд (Първа Бундеслига 1965/66), 1:8 срещу Байерн Мюнхен (Първа Бундеслига 1987/88), 0:6 срещу Борусия Мьонхенгладбах (Първа Бундеслига 1973/74), 0:6 срещу Байерн Мюнхен (Първа Бундеслига 1969/70), 1:7 срещу Хамбург (Първа Бундеслига 1980/81), 1:7 срещу Байерн Мюнхен (Първа Бундеслига 1977/78).

## Първи отбор

### Настоящ състав 2016/17
| №             | Нац.    | Играч                       | Роден             | От      | До      | Бивш отбор         |
| Вратари       | Вратари | Вратари                     | Вратари           | Вратари | Вратари | Вратари            |
| ------------- | ------- | --------------------------- | ----------------- | ------- | ------- | ------------------ |
| 1             |         | Ралф Ферман                 | 27.09.1988 г.     | 2011    | 2020    | Айнтрахт Франкфурт |
| 30            |         | Тимон Веленройтер           | 03.12.1995 г.     | 2013    | 2017    | Майорка            |
| 34            |         | Фабиан Гийфер               | 17.05.1990 г.     | 2014    | 2018    | Фортуна Дюселдорф  |
| 35            |         | Александер Нюбел            | 30.09.1996 г.     | 2015    | 2018    | Падерборн          |
| Защитници     |         |                             |                   |         |         |                    |
| 2             |         | Марвин Фрийдрих             | 13.12.1995 г.     | 2011    | 2018    | Шалке 04           |
| 3             |         | Жуниор Кайсара              | 27.04.1989 г.     | 2015    | 2018    | Лудогорец Разград  |
| 4             |         | Бенедикт Хьоведес           | 29.02.1988 г.     | 2001    | 2020    | Шалке 04           |
| 6             |         | Сеад Колашинац              | 20.06.1993 г.     | 2011    | 2017    | Шалке 04           |
| 14            |         | Абдул Рахман Баба           | 02.07.1994 г.     | 2016    | 2017    | Челси              |
| 15            |         | Денис Аого                  | 14 януари 1987 г. | 2013    | 2017    | Хамбургер ШФ       |
| 20            |         | Тило Керер                  | 21.09.1996 г.     | 2013    | 2016    | Шалке 04           |
| 22            |         | Атсуто Учида                | 27.03.1988 г.     | 2010    | 2018    | Кашима Антлърс     |
| 23            |         | Хорхе „Коке“ Андухар Морено | 26.04.1987 г.     | 2016    | 2019    | Севиля             |
| 24            |         | Холгер Бадщубер             | 13.03.1989 г.     | 2017    | 2017    | Байерн Мюнхен      |
| 27            |         | Заша Рийтер                 | 23.03.1983 г.     | 2015    | 2016    | Фрайбург           |
| 28            |         | Джошуа Битер                | 1 януари 1997 г.  | 2007    | 2019    | Фрайбург           |
| 29            |         | Налдо                       | 10.09.1982 г.     | 2016    | 2018    | Волфсбург          |
| 31            |         | Матия Настасич              | 28.03.1993 г.     | 2015    | 2019    | Манчестър Сити     |
| Полузащитници |         |                             |                   |         |         |                    |
| 5             |         | Йоханес Гайс                | 17.08.1993 г.     | 2015    | 2019    | Майнц 05           |
| 7             |         | Макс Майер                  | 08.09.1995 г.     | 2009    | 2018    | Шалке 04           |
| 8             |         | Леон Горецка                | 06.02.1995 г.     | 2013    | 2018    | Бохум              |
| 10            |         | Набил Бенталеб              | 24.11.1994 г.     | 2016    | 2017    | Тотнъм             |
| 11            |         | Йевхен Коноплянка           | 29.09.1989 г.     | 2016    | 2017    | Севиля             |
| 17            |         | Бенжамин Стамбули           | 19.08.1990 г.     | 2016    | 2020    | Пари Сен Жермен    |
| 18            |         | Сидни Сам                   | 31 януари 1988 г. | 2014    | 2018    | Байер Леверкузен   |
| 21            |         | Алесандро Шьопф             | 07.02.1994 г.     | 2016    | 2019    | Нюрнберг           |
| 18            |         | Даниел Калиджури            | 15 януари 1988 г. | 2017    | 2020    | Волфсбург          |
| Нападатели    |         |                             |                   |         |         |                    |
| 9             |         | Франко ди Санто             | 07.04.1989 г.     | 2015    | 2019    | Вердер Бремен      |
| 13            |         | Ерик Максим Чупо-Мотинг     | 23.03.1989 г.     | 2014    | 2017    | Майнц 05           |
| 16            |         | Фабиан Реезе                | 29.11.1997 г.     | 2013    | 2016    | Шалке 04           |
| 19            |         | Гуидо Бургщалер             | 29.04.1989 г.     | 2017    | 2020    | Нюрнберг           |
| 25            |         | Клаас-Ян Хунтелаар          | 12.08.1983 г.     | 2010    | 2017    | Милан              |
| 32            |         | Бернард Текпетей            | 03.09.1997 г.     | 2016    | 2018    | Шалке 04           |
| 33            |         | Донис Авдияй                | 25.08.1996 г.     | 2011    | 2019    | Щурм Грац          |
| 36            |         | Бреел Емболо                | 14.02.1997 г.     | 2016    | 2021    | Базел              |

### Треньорски щаб и персонал 2016/17
| Име              | Функция              |
| Треньорски щаб   | Треньорски щаб       |
| ---------------- | -------------------- |
| Маркус Вайнцирл  | старши треньор       |
| Тобиас Целнер    | помощник-треньор     |
| Волфганг Белер   | помощник-треньор     |
| Зимон Хенцлер    | треньор на вратарите |
| Медицински отдел |                      |
| Андреас Фаларцик | лекар на отбора      |
| Томас Кюн        | физиотерапевт        |

### Аматьорски отбор
Аматьорският отбор на Шалке 04 се състезава в четвъртодивизионната Регионална лига Запад. На 17 август 2009 г., на среща на втория отбор на „кралскосините“ е постигната рекордна зрителска посещаемост на мач от четвърта германска дивизия – 16 495 души на Фелтинс-Арена на дербито срещу Рот-Вайс Есен.
| №             |         | Играч            | Рождена дата      | В отбора от | См      | Кг      | Мач.    | Гол.    | Предишни клубове |
| Вратари       | Вратари | Вратари          | Вратари           | Вратари     | Вратари | Вратари | Вратари | Вратари | Вратари |
| ------------- | ------- | ---------------- | ----------------- | ----------- | ------- | ------- | ------- | ------- | --- |
| -             |         | Нурулла Джан     | 01.05.1988 г.     | 2006        | 190     | 81      | -       | -       | Рот-Вайс Есен |
| -             |         | Тони Тапалович   | 10.10.1980 г.     | 2007        | 191     | 94      | 29      | 0       | Кикерс Офенбах, Юрдинген 05, Бохум, Шалке 04, Фортуна Гелзенкирхен                                                       |
| -             |         | Ларс Унерщал     | 20.07.1990 г.     | 2008        | 198     | 100     | -       | -       | Пройсен Мюнстер, Грюн-Вайс Щайнбек, Уфелн                                                                                |
| Защитници     |         |                  |                   |             |         |         |         |         | |
| -             |         | Андре Килиан     | 18.05.1987 г.     | 2002        | 183     | 80      | -       | -       | Вестфалия Херне |
| -             |         | Филип Краска     | 22 януари 1989 г. | 2007        | 188     | 76      | -       | -       | Ватеншайд 09 |
| -             |         | Денис Лапачински | 26.09.1981 г.     | 2009        | 185     | 81      | -       | -       | Ройтлинген, Хофенхайм, Ханза Росток, Херта Берлин, Ройтлинген, Щутгарт, Ройтлинген                                       |
| -             |         | Кристиан Мелхнер | 10.07.1990 г.     | 2003        | 174     | 72      | -       | -       | Есен-Шьонебек, Фринтроп                                                                                                  |
| -             |         | Седриц Мимбала   | 22.08.1986 г.     | 2009        | 190     | 85      | -       | -       | Фортуна Кьолн, Байерн Хоф, Десел Шпорт, Алемания Аахен, Юрдумспор Кьолн, Ем Ес Фау Бон, Бон, Кьолн                       |
| -             |         | Давид Мюлер      | 09.02.1990 г.     | 2004        | 172     | 75      | -       | -       | Везел-Лакхаузен |
| -             |         | Флориан Торварт  | 20.04.1982 г.     | 2008        | 184     | 84      | -       | -       | Фелберт, Рот-Вайс Есен, Любек, Борусия Дортмунд, Дорстфелд 09                                                            |
| Полузащитници |         |                  |                   |             |         |         |         |         | |
| -             |         | Морис Кюн        | 07.12.1988 г.     | 2006        | 194     | 93      | -       | -       | Вестфалия Херне |
| -             |         | Кристоф Мориц    | 27 януари 1990 г. | 2009        | 186     | 73      | 7       | 1       | Алемания Аахен, Виктория Арнолдсвайлер                                                                                   |
| -             |         | Паскал Одрих     | 21.09.1990 г.     | 2009        | 184     | 75      | -       | -       | Германия Гладбек, Ватеншайд 09, Шалке 04, Ханза Шолфен                                                                   |
| -             |         | Милко Тришич     | 22 януари 1987 г. | 2008        | 187     | 79      | -       | -       | Арминия Билефелд, Ватеншайд 09, Алемания Аахен                                                                           |
| -             |         | Джефри Туманан   | 22.09.1987 г.     | 2008        | 166     | 69      | -       | -       | Фелберт, Байер Леверкузен, Сао Паоло, Сао Каетано, Понте Прета, Гуарани Кампиняш, Рио Бранко Американа                   |
| -             |         | Маси Уаси        | 18.06.1988 г.     | 2007        | 188     | 70      | -       | -       | Пройсен Мюнстер, Волфсбург, Рот Вайс Аален                                                                               |
| Нападатели    |         |                  |                   |             |         |         |         |         | |
| -             |         | Кристиан Ервих   | 16.12.1983 г.     | 2008        | 184     | 82      | -       | -       | Фортуна Дюселдорф, Шалке 04, Шермбек, Щатлон, Пройсен Мюнстер, Вестфалия Гемен, Вестфалия Грос-Рекен, Хюлстен/Мария Феен |
| -             |         | Шохей Мацунага   | 7 януари 1989 г.  | 2008        | 171     | 62      | -       | -       | Юноша на клуба |
| -             |         | Даниел Пръшкало  | 27.10.1990 г.     | 2009        | 190     | 92      | -       | -       | Щурм Грац, Земриах |
| -             |         | Марсел Рамзи     | 30.08.1990 г.     | 2008        | 188     | 83      | -       | -       | Рот Вайс Аален, Айнтрахт Дортмунд, Бракел, Вестфалия Викеде, Борусия Дортмунд, Кьорне                                    |
| -             |         | Мурат Турхан     | 26.04.1987 г.     | 2009        | 195     | 82      | -       | -       | Вийденбрюк 2000, Ратенов, Йешилюрт, Енерги Котбус, Хесен Касел, Тасмания Гропиусщат 1973, Херта Целендорф, Мариендорф    |

#### Успехи
- Класиране в Регионална лига Север: 2003;
- Класиране в Регионална лига Запад: 2008.

### Младежки отбори
Юношите старша възраст (U23), наречени още Die Knappenschmiede, играят към ноември 2016 в четвъртото футболно ниво на Германия – Регионална лига Запад. Мениджър на отбора от ноември 2016 е бившият играч на Шалке и национален състезател Джералд Асамоа.. Известни играчи, произлезли от школата на Шалке, са Мануел Нойер, Юлиан Дракслер, Илкай Гюндоган, Бенедикт Хьоведес, Йенс Леман, Кристоф Мецелдер и Месут Йозил,

#### Успехи на юноши старша възраст
- Шампион на Германия: 1976, 2006;
- Купа на ГФС: 2005;
- Купа на Кикер: 2002.

#### Успехи на юноши младша възраст
- Шампион на Германия: 1978, 2002.

### Надзорен съвет и ръководство
Ежедневните оперативни дейности са разпределени между президента Йозеф Шнузенберг, изпълнителния директор Петер Петерс и треньора Феликс Магат, който действа и като спортен директор на клуба. Дейността на тримата се следи и оценява от надзорен съвет. Негови членове са:
|  | Член на надзорния съвет | Професия                                          |
|  | ----------------------- | ------------------------------------------------- |
|  | Клеменс Тьонийс         | Директор на завод за колбаси                      |
|  | Йенс Бухта              | Адвокат от Каарст                                 |
|  | Уве Кемер               | -                                                 |
|  | Петер Ланге             | Предприемач от Мюлхайм                            |
|  | Андреас Шолмайер        | -                                                 |
|  | Тил Цех                 | Адвокат от Мюнстер                                |
|  | Ханс-Йоаким Бурденски   | Общински съветник от Гелзенкирхен                 |
|  | Ролф Ройек              | Търговец от Гелзенкирхен                          |
|  | Карл-Хайнц Ройл         | -                                                 |
|  | Хорст Поганац           | Ръководител на спонсорския отдел на „Виктория АД“ |

## Личности от историята на Шалке 04

### Бивши известни футболисти

#### Единадесеторка на ХХ век
Повече от 10 000 привърженици на Шалке 04 участват в анкета по избирането на отбора на ХХ век по случай 100-годишнината на „кралскосините“. За треньор на столетието е обявен Хууб Стевенс. Избрани са:
|               | Играч            | Бележка |         |         |         |         |         |         |         |
| Вратари       | Вратари          | Вратари | Вратари | Вратари | Вратари | Вратари | Вратари | Вратари | Вратари |
| ------------- | ---------------- | --- | ------- | ------- | ------- | ------- | ------- | ------- | ------- |
|               | Норберт Нигбур   | Световен шампион от 1974 г., без да изиграе нито една среща от турнира, той е резерва на Сеп Майер. „Специалист“ в спасяването на дузпи. Във финала за Купата на Германия през 1972 г. хваща три удара от бялата точка и сам вкарва една дузпа. |         |         |         |         |         |         |         |
| Защитници     |                  | |         |         |         |         |         |         |         |
|               | Клаус Фихтел     | Най-възрастният полеви играч, играл в Първа Бундеслига. Защитникът изиграва 552 мача в първа дивизия на Германия между 1965 и 1988 г., от които 477 с екипа на Шалке – клубен рекорд! Поради стабилната си игра в защита е наречен „Бора“. |         |         |         |         |         |         |         |
|               | Ролф Рюсман      | Солиден защитник, играл от 1969 до 1984 г. в Шалке 04. Изиграва 134 поредни мача за „миньорите“, без да получи контузия, да покаже слаба форма или да изтърпи наказание. По-късно за кратко е директор в клуба. |         |         |         |         |         |         |         |
|               | Олаф Тон         | Още на 18 години той отбелязва 3 гола на Байерн Мюнхен в мач за Купата на Германия, завършил 6:6. Така футболистът си извоюва титулярно място в полузащитата на „кралскосините“ и дебют с националната фланелка. След период в Мюнхен, Тон се завръща в Шалке и играе в защитата на отбора, спечелил Купата на Германия през 2002 г.                                                    |         |         |         |         |         |         |         |
| Полузащитници |                  | |         |         |         |         |         |         |         |
|               | Марк Вилмотс     | Борбен полузащитник, част от „евробойците“ през сезон 1996/97, спечелили Купата на УЕФА. Белгиецът сам отбелязва решаващите голове през успешната година. |         |         |         |         |         |         |         |
|               | Фриц Сцепан      | Шест пъти шампион на Германия, победа за Купата на Германия, две участия на световни първенства, капитан на германския национален отбор. Състезава се в продължение на две десетилетия и има решаваща роля за възхода на отбора през 20-те години и за успехите през 30-те. През 60-те години е вицепрезидент на Шалке 04 за две години. Притежавал е текстилна фабрика в Гелзенкирхен. |         |         |         |         |         |         |         |
|               | Ернст Куцора     | Заедно с роднината си Фриц Сцепан успешно въвеждат „шотландския футбол“ в Германия. През 30-те и 40-те години изпълнява ролите на играч, треньор, ръководител и скаут на Шалке 04, чийто капитан е бил. Почетен гражданин на Гелзенкирхен, а улицата, която води до административната сграда на клуба, е кръстена на негово име.                                                        |         |         |         |         |         |         |         |
|               | Инго Андербрюге  | Бившият играч на Борусия Дортмунд ознаменува 12-годишния си престой в Гелзенкирхен със спечелването на Купата на УЕФА, но въпреки това никога не получава повиквателна за германския национален отбор. На пето място във вечната голмайсторска класация на Шалке 04, особено добре играе с левия си крак при изпълнение на преки свободни удари и дузпи.                                |         |         |         |         |         |         |         |
| Нападатели    |                  | |         |         |         |         |         |         |         |
|               | Райнхард Либуда  | Нападателят получава прякора си „Стан“ след като демонстрира на терена прословутия финт на английската легенда Стенли Метюс. Либуда е технично и бързо крило, което става трети на Световното първенство в Мексико през 1970 г. Неговата кариера в Германия приключва с разрастването на скандала с манипулирането на срещи от Първа Бундеслига.                                        |         |         |         |         |         |         |         |
|               | Клаус Фишер      | Става известен с акробатичните си удари от далечно разстояние. През 1977 г. така той отбелязва изключително красив гол за Германия срещу Швейцария. По-кусно попадението е избрано за „Гол на века“ в Германия. Неговите 182 гола за Шалке 04 в Първа Бундеслига и до днес са клубен рекорд.                                                                                            |         |         |         |         |         |         |         |
|               | Рюдигер Абрамчик | Дясното крило, наричано от феновете и медиите „бог на центриранията“, първоначално играе заеднос с Клаус Фишер, а по-късно и сам в атаката на „кралскосините“. При дебюта си през 1973 г., става най-младият футболист в Първа Бундеслига за всички времена. |         |         |         |         |         |         |         |

#### Други известни играчи
|  | Играч               | Бележка |
|  | ------------------- | --- |
|  |                     | |
|  | Раул                | Раул Гонзалес Бланко е един от най-добрите футболисти в света и може би най-известната интернационална звезда играла за Шалке. В двата сезона 2010/2011 и 2011/2012, през които той играе за отбора в 98 мача и вкарва 40 гола Раул успява за пръв път в богатата си кариера да спечели националната купа на една страна.                                                                                              |
|  | Мануел Нойер        | Един от най-добрите вратари в света, произлиза от школата на Шалке 04, където играе до 2011. Световен шампион през 2014 в Бразилия с националния отбор на Германия. |
|  | Юлиан Дракслер      | Атакуващ полузащитник, една от младите надежди на немския футбол, произлиза от школата на Шалке 04, където играе до 2015. Световен шампион през 2014 в Бразилия с националния отбор на Германия. |
|  | Херберт Бурденски   | Последният жив участник от първия знаменит отбор на Шалке, който умира през 2001 г. Футболистът с прякор „Буде“ отбелязва единствения гол за Германия в първия официален мач на националния отбор след Втората световна война. |
|  | Михаел Бюскенс      | Дипломираният готвач играе в продължение на 10 години с екипа на „миньорите“, през които записва 257 срещи в Първа Бундеслига, печели Купата на УЕФА и на два пъти триумфира с Купата на Германия. |
|  | Ив Айгенраух        | 229 мача за Шалке 04 с впечатляващ „феър-плей“ рейтинг, фотограф, автор на публикации в германските медии. |
|  | Херман Епенхоф      | Идва в отбора през 1938 г. и заиграва като десен външен халф. За четири години спечелва три титли на страната си. След края на войната Епенхоф отново облича синята фланелка в Оберлига Запад, като участва и във финала за Купата на Германия през 1955 г. |
|  | Рудолф Гелеш        | Един от членовете на отбора, който печели шампионата и Купата на Германия през 1937 г. Играе в дясната част на нападението на отбора, а с националната фланелка има 20 срещи. |
|  | Ернст Калвицки      | Шесткратен шампион на Германия. По-късно работи като домакин на стадиона на Шалке. |
|  | Берни Клод          | „Дванайсетия световен шампион“ от 1954 г. Брат на вратаря Ханс Клод. На терена играе като плеймейкър, голмайстор и капитан на шампионския отборна „миньорите“ от 1958 г. |
|  | Ханс Клод           | По-голям брат на Берни Клод, вратар на Шалке при три шампионски сезона и при спечелването на Купата на Германия през 1937 г. Той пропуска четвъртата титла на „кралскосините“, поради получена травма от източния фронт. |
|  | Йохан де Кок        | Холандецът стабилна защита през 90-те години, заедно с Олаф Тон и Томас Линке. След това участва като архитект в проектирането на новия стадион на Шалке Фелтинс-Арена. |
|  | Хайнер Кьордел      | Днес е член на почетния президентски съвет на клуба. |
|  | Вили Козловски      | Роден в непосредствена близост до стадиона на Шалке, играе в нападението на „миньорите“ от 1952 до 1965 г., става шампион на Германия, участва в Световното първенство по футбол през 1962 г. и вкарва първия гол за Шалке в Първа Бундеслига. |
|  | Ервин Кремерс       | Част от отбора, спечелил Купата на Германия през 1972 г. Нападателят изиграва 261 мача в германската елитна дивизия, повечето от които заедно с брат си Хелмут Кремерс. Играе с променлив успех в германския национален отбор, с който става европейски шампион през 1972 г. |
|  | Хелмут Кремерс      | Носител на Купата на Германия от 1972 г., 276 мача в Първа Бундеслига. Световен шампион от 1974 г., без да влезе в игра. През 1994 г. е президент на клуба за 43 дни. |
|  | Радослав Латал      | Победител в турнирите за Купата на УЕФА и Купата на Германия, изиграва 187 мача за 7 години със синята фланелка. Играе на различни позиции в дефензивната линия на Шалке. |
|  | Йенс Леман          | Освен че печели Купата на УЕФА през 1997 г. вратарят касира само 32 гола през целия сезон във всички състезания на отбора си, включително и период от 603 игрови минути без допуснато попадение. Отбелязва победен гол с глава срещу Борусия Дортмунд след края на официалните 90 минути в последното си дерби като играч на „миньорите“ срещу дортмундци. Година по-късно обаче преминава в редиците на кръвния враг. |
|  | Херберт Люткебомерт | Полузащитник, играе в 286 мача на клуба, носител на Купата на Германия през 1972 г. |
|  | Юри Мулдер          | Носител на Купата на УЕФА през 1997 г., играе в Шалке 04 от 1997 до 2002 г. Любимец на гелзенкирхенската публика. |
|  | Андреас Мьолер      | Световен и европейски шампион и две пъти носител на Купата на лигата с Шалке. Един от малкото които са играли и за кръвния враг Борусия Дортмунд. |
|  | Херман Наткемпер    | Член на успешния отбор на Шалке 04 преди Втората световна война. Двукратен шампион на Германия. |
|  | Иржи Немец          | Между 1993 и 2002 г. изиграва 247 срещи за Шалке 04 и се превръща в любимец на гелзенкирхенската публика. |
|  | Герхард Нойзер      | Играе в отбора от 1965 до 1970 г. |
|  | Ернст Пьортген      | През ранните 30 години на ХХ век професионалният бояджия получава прозвището „Вълшебника с топка“. |
|  | Ебе Санд            | Известният със спортсменството си датчанин държи клубния рекорд на Шалке с 10 гола от 31 мача в европейските клубни турнири. |
|  | Гюнтер Шлипер       | Поради техничната си игра е наричан от запалянковците „Шлипиньо“. |
|  | Вили Шулц           | Играе за Шалке 04 от 1960 до 1965 г. Взема участие на Световното първенство през 1962 г. в Чили. |
|  | Йоте Тибулски       | Член на легендарния отбор на Шалке, шесткратен шампион на Германия. |
|  | Адолф Урбан         | Също член на знаменития шампионски отбор на Шалке преди войната. В 21 мача с националния екип той вкарва 11 гола. Лявото крило умира през 1943 г. като войник на източния фронт. |

### ТОП 10 Играчи с най-добри постижения

#### Бундеслига
|  | Име                 | Брой срещи |
|  | ------------------- | ---------- |
|  | Клаус Фихтел        | 477        |
|  | Норберт Нигбур      | 355        |
|  | Ролф Рюсман         | 304        |
|  | Клаус Фишер         | 295        |
|  | Олаф Тон            | 295        |
|  | Херберт Люткебомерт | 286        |
|  | Джералд Асамоа      | 279        |
|  | Михаел Бюскенс      | 257        |
|  | Иржи Немец          | 256        |
|  | Ив Айгенраух        | 229        |

|  | Име              | Брой голове |
|  | ---------------- | ----------- |
|  | Клаус Фишер      | 182         |
|  | Ебе Санд         | 74          |
|  | Клас-Ян Хюнтелар | 81          |
|  | Кевин Курани     | 71          |
|  | Олаф Тон         | 52          |
|  | Ервин Кремерс    | 50          |
|  | Инго Андербрюге  | 46          |
|  | Хелмут Кремерс   | 45          |
|  | Рюдигер Абрамчик | 44          |
|  | Джералд Асамоа   | 44          |

#### Купа на Германия
|  | Име                 | Брой срещи |
|  | ------------------- | ---------- |
|  | Клаус Фихтел        | 52         |
|  | Ролф Рюсман         | 42         |
|  | Норберт Нигбур      | 41         |
|  | Клаус Фишер         | 39         |
|  | Ернст Куцора        | 39         |
|  | Херберт Люткебомерт | 39         |
|  | Ернст Калвицки      | 36         |
|  | Фриц Сцепан         | 35         |
|  | Ото Тибулски        | 34         |
|  | Райнхард Либуда     | 32         |

|  | Име              | Брой голове |
|  | ---------------- | ----------- |
|  | Клаус Фишер      | 34          |
|  | Ернст Калвицки   | 28          |
|  | Ернст Куцора     | 24          |
|  | Фриц Сцепан      | 20          |
|  | Ебе Санд         | 18          |
|  | Ернст Пьортген   | 17          |
|  | Херман Епенхоф   | 14          |
|  | Джералд Асамоа   | 12          |
|  | Хелмут Кремерс   | 12          |
|  | Клас-Ян Хюнтелар | 12          |

#### Европейски клубни турнири
|  | Име               | Брой срещи |
|  | ----------------- | ---------- |
|  | Бенедикт Хьоведес | 59         |
|  | Джералд Асамоа    | 51         |
|  | Марсело Бордон    | 36         |
|  | Леван Кобиашвили  | 35         |
|  | Франк Рост        | 34         |
|  | Ебе Санд          | 31         |
|  | Джеферсон Фарфан  | 33         |
|  | Джърмейн Джоунс   | 32         |
|  | Рафиня            | 31         |
|  | Жоел Матип        | 30         |

|  | Име              | Брой голове |
|  | ---------------- | ----------- |
|  | Клас-Ян Хюнтелар | 22          |
|  | Ебе Санд         | 10          |
|  | Майк Ханке       | 9           |
|  | Раул             | 9           |
|  | Марк Вилмотс     | 9           |
|  | Клаус Фишер      | 7           |
|  | Леван Кобиашвили | 7           |
|  | Кевин Курани     | 7           |
|  | Линкълн          | 12          |
|  | Джералд Асамоа   | 5           |

### Бивши президенти
|  | Президент          | Период                  |
|  | ------------------ | ----------------------- |
|  | Вилхелм Гийс       | 1904 – 1909             |
|  | Хайнрих Хилгерт    | 1909 – 17.03.1912       |
|  | Фриц Ункел         | 17.03.1912 – 1915       |
|  | Роберт Шюрман      | 1915 – 25.07.1919       |
|  | Фриц Ункел         | 25.07.1919 – 23.07.1932 |
|  | Вилхелм Мюнстерман | 23.07.1932 – 04.1933    |
|  | Георг Щолце        | 04.1933 – 24.06.1933    |
|  | Фриц Ункел         | 24.06.1933 – 06.08.1939 |
|  | Хайнрих Ченшер     | 06.08.1939 – 30.04.1940 |
|  | Хайнрих Пийнек     | 30.04.1940 – 02.1946    |

|  | Президент           | Период                     |
|  | ------------------- | -------------------------- |
|  | Фриц Матнер         | 02.1946 – 25.05.1946       |
|  | Фридрих Мария Лених | 25.05.1946 – 22.02.1947    |
|  | Йозеф Вийтфелд      | 18.07.1947 – 21.06.1950    |
|  | Алберт Вилдфанг     | 21.06.1950 – 29.07.1953    |
|  | Алберт Мьориц       | 29.07.1953 – 1958          |
|  | Ханс-Георг Кьоних   | 04.09.1959 – 27.07.1964    |
|  | Фриц Сцепан         | 27.07.1964 – 21.07.1965    |
|  | Курт Хатлауф        | 21.07.1965 – 5 януари 1966 |
|  | Фриц Сцепан         | 14.09.1966 – 27.09.1967    |
|  | Гюнтер Зийберт      | 27.09.1967 – 11.11.1976    |

|  | Президент        | Период                      |
|  | ---------------- | --------------------------- |
|  | Карл-Хайнц Хюч   | 11.11.1976 – 09.03.1978     |
|  | Гюнтер Зийберт   | 09.03.1978 – 01.12.1979     |
|  | Ханс-Йоахим Фене | 06.05.1980 – 05.12.1986     |
|  | Гюнтер Зийберт   | 02.02.1987 – 19.09.1988     |
|  | Михаел Цюлка     | 21.11.1988 – 24.11.1988     |
|  | Гюнтер Айхберг   | 16 януари 1989 – 17.10.1993 |
|  | Бернд Тьонийс    | 07.02.1994 – 01.07.1994     |
|  | Хелмут Кремерс   | 12.09.1994 – 06.12.1994     |
|  | Герхард Реберг   | 12.12.1994 – 18.06.2007     |
|  | Йозеф Шнузенберг | от 18.06.2007               |

### Бивши изпълнителни директори
|  | Изпълнителен директор | Период                  |
|  | --------------------- | ----------------------- |
|  | Гюнтер Зийберт        | 1976 – 1978             |
|  | Руди Асауер           | 15.05.1981 – 04.12.1986 |
|  | Ролф Рюсман           | 25.02.1987 – 10.08.1987 |
|  | Хериберт Бруххаген    | 1988 – 1992             |
|  | Руди Асауер           | 01.04.1993 – 17.05.2006 |
|  | Андреас Мюлер         | 17.05.2006 – 09.03.2009 |
|  | Феликс Магат          | 01.07.2009 – 16.03.2011 |
|  | Хорст Хелдт           | 16.03.2011 – 17.05.2016 |

### Бивши треньори
|  | Треньор            | Период                  |
|  | ------------------ | ----------------------- |
|  | Георг Гавличек     | 01.07.1963 – 25.04.1964 |
|  | Фриц Лангнер       | 26.04.1964 – 30.06.1967 |
|  | Карл-Хайнц Мароцке | 01.07.1967 – 13.11.1967 |
|  | Гюнтер Брокер      | 18.11.1967 – 17.11.1968 |
|  | Руди Гутендорф     | 22.11.1968 – 07.09.1970 |
|  | Слободан Чендич    | 08.09.1970 – 30.06.1971 |
|  | Ивица Хорват       | 01.07.1971 – 30.06.1975 |
|  | Макс Меркел        | 01.07.1975 – 09.03.1976 |
|  | Фридел Рауш        | 10.03.1976 – 20.12.1977 |
|  | Ули Масло          | 21.12.1977 – 24.05.1978 |
|  | Ивица Хорват       | 01.07.1978 – 17.03.1979 |
|  | Гюла Лорант        | 19.03.1979 – 04.12.1979 |
|  | Дитмар Швагер      | 05.12.1979 – 22.04.1980 |
|  | Фарудин Юсуфи      | 21.04.1980 – 26.05.1981 |

|  | Треньор           | Период                      |
|  | ----------------- | --------------------------- |
|  | Руди Асауер       | 27.05.1981 – 30.06.1981     |
|  | Зиги Хелд         | 01.07.1981 – 20 януари 1983 |
|  | Юрген Зундерман   | 24 януари 1983 – 30.06.1983 |
|  | Дитхелм Фернер    | 01.07.1983 – 30.06.1986     |
|  | Ролф Шафщал       | 01.07.1986 – 07.12.1987     |
|  | Хорст Франц       | 29.12.1987 – 18.09.1988     |
|  | Дитхелм Фернер    | 20.09.1988 – 10.04.1989     |
|  | Петер Нойрурер    | 11.04.1989 – 13.11.1990     |
|  | Клаус Фишер       | 14.11.1990 – 31.12.1990     |
|  | Александър Ристич | 1 януари 1991 – 30.04.1992  |
|  | Клаус Фишер       | 1 януари 1992 – 30.06.1992  |
|  | Удо Латек         | 01.07.1992 – 17 януари 1993 |
|  | Хелмут Шулте      | 18 януари 1993 – 10.10.1993 |
|  | Йорг Бергер       | 11.10.1993 – 03.10.1996     |

|  | Треньор                              | Период                     |
|  | ------------------------------------ | -------------------------- |
|  | Хууб Стевенс                         | 09.10.1996 – 01.07.2002    |
|  | Франк Нойбарт                        | 01.07.2002 – 26.03.2003    |
|  | Марк Вилмотс                         | 26.03.2003 – 30.06.2003    |
|  | Юп Хайнкес                           | 01.07.2003 – 15.09.2004    |
|  | Еди Ахтерберг                        | 15.09.2004 – 28.09.2004    |
|  | Ралф Рангник                         | 28.09.2004 – 12.12.2005    |
|  | Оливер Рек                           | 12.12.2005 – 04.04.2006    |
|  | Мирко Сломка                         | 4 януари 2006 – 13.04.2008 |
|  | Михаел Бюскенс                       | 13.04.2008 – 30.06.2008    |
|  | Фред Рутен                           | 01.07.2008 – 26.03.2009    |
|  | Михаел Бюскенс Юри Мулдер Оливер Рек | 27.03.2009 – 30.06.2009    |
|  | Феликс Магат                         | 01.07.2009 – 16.03.2011    |

|  | Треньор             | Период                  |
|  | ------------------- | ----------------------- |
|  | Йозеф Айхкорн       | 16.03.2011 – 20.03.2011 |
|  | Ралф Рангник        | 21.03.2011 – 22.09.2011 |
|  | Йозеф Айхкорн       | 22.09.2011 – 26.09.2011 |
|  | Хууб Стевенс        | 27.11.2011 – 16.12.2012 |
|  | Йенс Келер          | 16.12.2012 – 07.10.2014 |
|  | Роберто ди Матео    | 07.10.2014 – 26.05.2015 |
|  | Андрé Брайтенрайтер | 12.06.2015 – 24.05.2016 |

## Клубна среда на Шалке 04

### Стадиони
Днешната арена на Шалке 04 носи името на бирата Фелтинс, поради финансовите изгоди, които тази реклама носи в клубния бюджет.
- Фелтинс-Арена (до юли 2005 г. – „Арена ауф Шалке“);
  - Откриване на 13 и 14 август 2001 г.;
  - Капацитет: 61 673 зрители, при международни срещи: 54 142 зрители;
  - Един от най-модерните стадиони в света, с най-голямото в Европа (към октомври 2016) видео-кубче на фирмата Хайсенс [13].

- Паркщадион, домакински стадион на Шалке 04 до 2001 г.;
  - Откриване на 4 август 1973 г. срещу Фейенорд Ротердам;
  - Капацитет: 70 600 зрители, след преустройство през 1998 г. – 62 004 зрители;
  - Стадион през годините на „Евробоеца“ и „Шампиона на сърцата“;
  - В началото на 2004 г. започва частитно събаряне на стадионните конструкции.

- Глюкауф-Кампфбан
  - Капацитет: 34 000 зрители;
  - Откриване на 29 август 1928 г.;
  - Стадион през годините на „Шотландския футбол“;
  - Зрителски рекорд: 70 000 през 1931 г.;
  - Последна среща от Първа Бундеслига: 6 юни 1973 г. срещу Хамбург, спечелена с 2:0 от Шалке 04;
  - Глюкауф-Кампфбан до 2005 г. е стадион на младежките и аматьорските отбори на клуба.

### Приятелства и съперничества между привърженици
От началото на 80-те години съществува близко приятелство с привържениците на Нюрнберг. Феновете на Шалке 04 могат да влязат по всяко време в блока на привържениците на Нюрнберг по време на двубоите на двата отбора на Фелтинс-Арена, където да обсъждат положения от мача. „Франките“ на свой ред подкрепят „кралскосините“ при гостувания в Южна Германия, например в Мюнхен или Щутгарт. Началото на дружбата започва от съвместна среща на членовете на два от фенклубовете на отборите. След това последват общи пътувания с влак, побратимяване срещу Байерн Мюнхен и общи статии в пресата, засягащи клубовете. Освен с Нюрнберг, някои запалянковци на Шалке 04 поддържат добри отношения с феновете на холандския Твенте. Местно приятелство е налице и с Борусия Вупертал.
Изключително силна е враждата със съседите от Борусия Дортмунд. Рурското дерби с години вълнува не само жителите на бившата миньорска област, а и цяла Германия. Към 23 октомври 2016 г. от 170 официални срещи Шалке 04 e спечелил 67 пъти, Борусия Дортмунд 60 пъти, а 43 мача завършват наравно. Головата разлика разбира се също е в полза на Шалке – 325:265. Друго яростно съперничество съществува срещу Рот-Вайс Есен, което обаче позатихва в последните две десетилетия след спада в представянето на есенци. Разбира се, никой привърженик на Шалке 04 не понася и рекордния шампион на страната Байерн Мюнхен. Кьолн също се „радва“ на омразата на „кралскосините“. Едностранна вражда, насочена срещу Шалке, е обявена от феновете на Херта Берлин.

### Песни за Шалке 04
Blau und weiß, wie lieb ich Dich („Синьо и бяло как ви обичам“) и Königsblauer S04 („Кралскосин Шалке 04“) са официалните клубни химни. Известни неофициални песни са Oppa Pritschikowski, Wir sind Schalker, Schalke ist die Macht.
Също така песен е посветена и на датския футболист Ебе Санд.

### Главни спонсори
- 1978 – 1979 г.: Дойче Кребсхилфе (Deutsche Krebshilfe) – дружество с идеална цел от Бон, Северен Рейн-Вестфалия;
- 1979 – 1983 г.: Тригема (Trigema) – компания за спортна екипировка от Бурладинген, Баден-Вюртемберг;
- 1983 – 1986 г.: Падок'с (Paddock’s) – компания за облекла от Бремен;
- 1986 – 1987 г.: Тригема (Trigema) – компания за спортна екипировка от Бурладинген, Баден-Вюртемберг;
- 1987 – 1988 г.: Дуал (Dual) – производител на грамофонни плочи от Занкт Георген им Шварцвалд, Баден-Вюртемберг;
- 1988 – 1991 г.: Ер Ха Алурад (RH Alurad) – производител на алуминиеви продукти от Атендорн, Северен Рейн-Вестфалия;
- 1991 – 1993 г.: Р'Актив (R’Activ) – млечна напитка;
- 1993 – 1994 г.: Мюлер (Müller) – производител на млечни продукти от Фишах, Бавария;
- 1994 – 1997 г.: Керхер (Kärcher) – производител на почистващи уреди от Виненден, Баден-Вюртемберг;
- 1997 – 2001 г.: Фелтинс (Veltins) – пивоварна от Мешеде, Северен Рейн-Вестфалия;
- 2001 – 2006 г.: Виктория (Victoria) – застрахователна компания от Дюселдорф, Северен Рейн-Вестфалия;
- от 2007 г.: Газпром (Gazprom) – газова компания от Москва, Русия.

### Екипи
Традиционно футболистите на Шалке 04 носят сини екипи и предимно бели или сини шорти и сини чорапи. Фланелките за гостувания са в повечето случаи бели, с бели или сини шорти и бели чорапи. В миналото резервните екипи са били с цветове оранжево, черно или синьо-зелено. От сезон 2008/09 отборът има трети екип за срещите си от Шампионската лига в тъмносиньо и със светлосини елементи. Вратарите на тима обличат черни, бели или оранжеви екипи.
Куриоз се получава на 18 април 1998 г., когато преди мача между Шалке 04 и Карлсруе главният съдия на срещата Хелмут Фандел преценява, че белите екипи на Карлсруе не се отличават достатъчно от сините на Шалке и инструктира гелзенкирхенци да сменят фланелките си. Тъй като „кралскосините“ са донесли само титулярните си екипи за гостуването си в Баден, те играят срещата в жълтите екипи за гостуване на Карлсруе. 

## Любопитни факти
В градчето Гелзенкирхен всичко е Шалке. Дори цветовете на сигнализацията за слепи по светофарите, която има законово предписана, но неподходяща цветова комбинация от жълто-черно (цветовете на кръвния враг Борусия Дортмунд), бива поправена от общината чрез емблемата на Шалке 04.
През 2012 е открито официално гробище за фенове на Шалке, което има формата на стадион и гробищен парк с 1904 места, които желаещите могат да закупят предварително. Приходите не са в полза на отбора, който просто предоставя безплатно лиценза за ползване на името и не желае да прави печалба от смъртта на феновете си.
Сюжетът на излезлия през 1999 г. филм „Футболът е нашият живот“ („Fußball ist unser Leben“) е тясно свързан с Шалке 04. В него се разказва история за двама привърженици на „кралсосините“, които преминават през множество куриозни ситуации. Във филма се появяват и Руди Асауер, Хууб Стевенс и Ив Айгенраух.
Отборът на Шалке се споменава и в комерсиалната лента „Подводницата“ („Das Boot“), където в разговор между екипажа се казва: „Имам лоши новини за вас. Шалке са загубили с 5:0, изглежда, че няма да сме на финал тази година!“.

Талисманът на отбора се казва Ервин (на немски: Erwin) и от 4 май 1994 е неразделна част от фен културата около отбора.
Основаната през 1824 г. пивоварна Фелтинс от зауерландския град Мешеде от дълги години произвежда официалната бира на Шалке 04. Днес стадионът на отбора и фентрибуната в него носят името на пивото, а то се предлага изключително по време на двубоите на „миньорите“. Освен светла бира, пивоварната произвежда и различни нискоалкохолни плодови напитки. Един от символите на футболния отбор Шалке 04 вече е в България.
Шалке има свой собствен отбор по League of Legends , който ги представяше на League of Legends Championship Series, но през август 2016 изпада в League of Legends Challenger Series.
Също така се работи по създаването на отбор от професионални играчи на FIFA, като за целта селекцията се прави от бивш световен и европейски шампион на играта.